# کورنلوس بکر
کورنلوس بکر (به انگلیسی: Cornelus Becker) (زادهٔ ۱۸ اکتبر ۱۸۸۶ - درگذشته ۲۶ نوامبر ۱۹۱۳) ژیمناست اهل کشور هلند بود.